# Sericocomopsis hildebrandtii
Sericocomopsis hildebrandtii är en amarantväxtart som beskrevs av Schinz. Sericocomopsis hildebrandtii ingår i släktet Sericocomopsis och familjen amarantväxter. Inga underarter finns listade i Catalogue of Life.